# کلید-فایل
کلید-فایل (به انگلیسی: key-file) فایلی در رایانه است که حاوی کلیدهای رمزگذاری یا مجوز است. این فایل در ابزارهای رمزنگاری یا نرم‌افزارهای مربوط استفاده می‌شود.
یک کاربرد رایج این فایل، نرم‌افزار وب سرور است که پروتکل‌های اس‌اس‌ال(SSL) را اجرا می‌کند. کلیدهای اختصاصی سرور صادر شده توسط مراکز مورد اعتماد در فایل کلید به همراه گواهی‌های ریشه قابل اعتماد ادغام می‌شوند. با این روش می‌توان کلیدها را بدون کامپایل مجدد نرم‌افزار یا راه اندازی مجدد سرور به روز کرد.
یک فایل کلید اغلب بخشی از یک زیرساخت کلید عمومی (PKI) است.
برخی از برنامه‌ها از یک فایل کلیدی برای نگهداری اطلاعات مجوز استفاده می‌کنند که به‌طور دوره ای برای اطمینان از ارز و مطابقت بررسی می‌شود. سایر برنامه‌ها به کاربران اجازه می‌دهند چندین تنظیمات امنیتی خاص سرویس را در یک فروشگاه مشترک ادغام کنند (به عنوان مثال، زنجیره کلید رایانه اپل در نسخه‌های جدید مکینتاش مک‌اواس، کلید گنوم و کیف‌کی به ترتیب در محیط‌های گنوم و کی‌دی‌ئی در لینوکس).